# Chris Ellis (muziekproducent)
Christopher Reginald (Chris) Ellis (Shrewsbury, 25 december 1928 – Hilversum, 14 januari 2019) was een Britse jazz-zanger en muziekproducent.

## Leven en werk
In het begin van zijn carrière zong Ellis in de band van Kath Connon, Nesta en Denys Bennet, voordat hij de Magnolia Jazz Band oprichtte die hij met Mike Farren leidde. In 1958 trok Ellis naar Londen en werkte daar op de pop-sectie van de marketingafdeling van EMI Records. Hij creëerde ook het label  World Records , waarop de serie 'Golden Age of British Dance Bands' verscheen. Ook was hij verantwoordelijk voor de re-releases van jazznummers, waaronder opnamen van Ginger Rogers, Elaine Stritch, Dick Sudhalter, Keith Nichols, Keith Ingham en Susannah McCorkle.
In 1991 trok Ellis naar Amsterdam, waar hij met Anne de Jong het jazzlabel Challenge Records oprichtte. Daarnaast voerde hij zijn eigen label Retrieval, waarop oudere of onbekende opnamen werden uitgegeven, in navolging van John R. T. Davies. Tot kort voor zijn dood was Ellis werkzaam aan de uitgave Johnny Mercer 1932–1942; Singin, Swinging Songwriter.
Hij overleed in 2019 op 90-jarige leeftijd.